# Karl Theodor (Pfalz und Bayern)

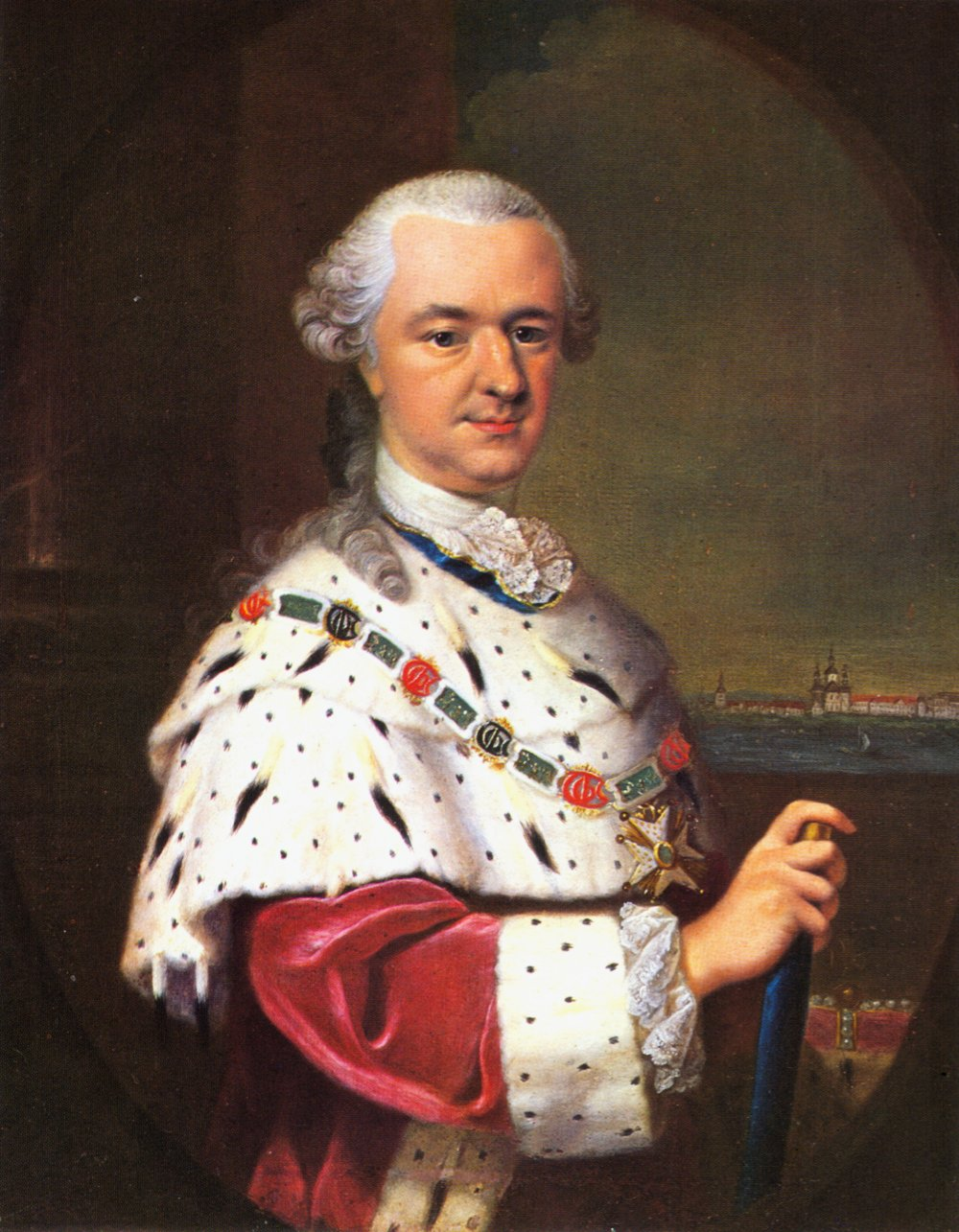
Karl Theodor von der Pfalz in kurfürstlichem Ornat mit Collane des Hubertusordens und Marschallstab (Gemälde von Johann Georg Ziesenis d. J., 1744, heute Kurpfälzisches Museum Heidelberg)

Karl (auch Carl) Philipp Theodor (* 10. Dezember 1724 auf Schloss Drogenbos bei Brüssel; † 16. Februar 1799 in der Münchner Residenz) war seit dem 31. Dezember 1742 als Karl IV. Pfalzgraf und Kurfürst von der Pfalz sowie Herzog von Jülich-Berg. Seit dem 30. Dezember 1777 war er als Karl II. auch Kurfürst von Bayern und damit der erste Herrscher Pfalzbayerns. Seine Regierungszeit hatte enorme Bedeutung für die kulturelle, ökonomische und infrastrukturelle Entwicklung des süddeutschen Raumes in der zweiten Hälfte des 18. Jahrhunderts.

## Herkunft und frühe Jahre
Seine Eltern waren Herzog Johann Christian von Pfalz-Sulzbach und Maria Henriette de La Tour d’Auvergne, eine Großnichte von Henri de La Tour d’Auvergne, Vicomte de Turenne. Karl Theodor gehörte damit väterlicherseits einer Pfälzer Linie des Hauses Wittelsbach an, mütterlicherseits entstammte er dem Haus La Tour d’Auvergne.
Durch den frühen Tod seiner Mutter (1728) erbte er im Alter von vier Jahren die Markgrafschaft von Bergen op Zoom in den Niederlanden. Durch die frühen Tode seines Onkels Joseph Karl von Pfalz-Sulzbach (1729) und seines Vaters (1733) wurde Karl Theodor im Alter von zehn Jahren dann auch Pfalzgraf und Herzog von Pfalz-Sulzbach.
Seine frühe Kindheit verbrachte Karl Theodor großenteils in Drogenbos bei Brüssel in den Österreichischen Niederlanden, auf dem Schloss seiner Urgroßmutter, der Herzoginwitwe Maria Henrietta von Arenberg, geborene del Caretto, Marquise von Grana und Savona (1671–1744), einer Tochter des spanischen Statthalters Otto de Grana. Dort war Französisch die Umgangssprache, Deutsch lernte er bei Hauslehrern als Fremdsprache. Im Auftrag seines entfernten Verwandten, des Kurfürsten Karl Philipp von der Pfalz, wurde er bereits ab dem Alter von zehn Jahren durch Jesuiten in Mannheim auf die ihm nach der Wittelsbacher Hausunion zufallende Rolle als künftiger Kurfürst vorbereitet. Da Karl Philipp keine männlichen Nachkommen hatte, war absehbar, dass mit ihm die Wittelsbacher Linie Pfalz-Neuburg aussterben würde. Karl Theodor, der ebenso wie Karl Philipp von Philipp Ludwig von Pfalz-Neuburg abstammte, war daher der nächste Erbe von dessen Landen, so auch insbesondere der Kurpfalz und der Herzogtümer Jülich und Berg.

## Kurfürst von der Pfalz

### Regierungsbeginn in der Kurpfalz
1742 heiratete Karl Theodor im Alter von 17 Jahren seine Cousine Elisabeth Auguste, älteste Enkelin des Kurfürsten Karl Philipp, an deren 21. Geburtstag. Während dieser Ehe kam erst nach knapp zwanzig Jahren als einziges Kind ein Sohn namens Franz Ludwig Joseph zur Welt. Der lang ersehnte Stammhalter starb jedoch zur großen Bestürzung der Eltern einen Tag nach seiner Geburt am 29. Juni 1761. Dieses Ereignis entfremdete die Ehegatten zunehmend voneinander. Trotz der Kinderlosigkeit seiner Frau, ihrer Liebhaber und der zahlreichen eigenen Mätressen verstieß Karl Theodor seine Gattin bis zu ihrem Tode jedoch nicht. Als Folge des frühen Todes seines Sohns ließ er 1766 ein Entbindungsheim mit angeschlossener Hebammenschule gründen.
Wegen seiner weitsichtigen Außenpolitik gilt Karl Philipp als der bedeutendste politische Kopf der Wittelsbacher in der ersten Hälfte des 18. Jahrhunderts, er hatte auch hartnäckig Karl Theodor die Nachfolge in allen seinen Ländern gesichert. Am letzten Tag des Jahres 1742 erbte Karl Theodor dann die Herrschaftsgebiete Karl Philipps, so insbesondere die Kurpfalz und die Herzogtümer Jülich und Berg, aber auch die niederländische Herrschaft Ravenstein sowie die bayerischen Stammlande Karl Philipps, also Pfalz-Neuburg. Durch Umbesetzung des Ministeriums, Sparmaßnahmen am Hof sowie durch Reorganisation der Verwaltung, Abschaffung des Ämterkaufs und Verbesserung der Justiz versuchte der neue Herrscher seiner Aufgabe gerecht zu werden. Aber der Reformwille des willensschwachen Kurfürsten erlahmte rasch. In der Förderung des Katholizismus zu Lasten der Lutheraner und besonders der in der Pfalz dominierenden Reformierten war er immerhin vorsichtiger als sein Vorgänger.

### Frühe Außenpolitik
Am 22. Mai 1744 während des Österreichischen Erbfolgekrieges (1740–1748) schloss Karl Theodor ein Bündnis mit Friedrich II. von Preußen, Friedrich II. von Hessen-Kassel und Kaiser Karl VII. (Frankfurter Union). Mit den Franzosen verloren Pfälzer Truppen nach dem Tode des Kaisers die Schlacht bei Pfaffenhofen gegen die Habsburgermonarchie. Durch den kurz darauf folgenden Frieden von Füssen wurde das Bündnis im Frühjahr 1745 gesprengt. In diesem Friedensvertrag verzichtete Karls Sohn Maximilian III. Joseph auf die Kaiserwürde und anerkannte die Pragmatische Sanktion. Der junge bayerische Kurfürst versprach, die Kaiserwahl des Franz Stephan (des Gemahls Maria Theresias) zu unterstützen und auch Kurpfalz und Kurköln dafür zu gewinnen, die ja ebenfalls von Wittelsbachern regiert wurden. Karl Theodor führte schon seit Februar 1745 gemeinsam mit Maximilian III. Joseph von Bayern das Reichsvikariat bis zur Wahl eines neuen Kaisers. Sein Vikariatstaler trägt in der Umschrift den Titel des Reichsvikars mit PROV(isor) & VICARIUS. Auch der doppelköpfige Reichsadler mit dem pfälzischen Wappen auf der Brust weist auf sein Vikariat hin.
Auch nach dem europäischen Bündniswechsel von 1756 lehnte sich die pfälzische Politik wie bereits zuvor weiterhin eher an Frankreich als an den Kaiserhof an. Von den Habsburg-Lothringer Kandidaten bekam Franz I. Stephan die pfälzische Kurstimme gar nicht, und dessen Sohn Joseph II. wurde nur widerwillig von Karl Theodor zum Kaiser gewählt. Beim Tode Kaiser Franz I. Stephans 1765 war dann Joseph II. bereits deutscher König, so dass es diesmal zu keinem Vikariat der Kurfürsten kam. Zu einer antihabsburgischen Kaiserkandidatur Karl Theodors kam es andererseits auch nicht. Kennzeichnend wurde eine von französischen Subsidien abhängige, nach Preußen schielende Neutralitätspolitik der Selbsterhaltung.
Den Reichskrieg gegen Friedrich den Großen bis 1763 betrieb Karl Theodor daher mit wenig Nachdruck und scherte noch vor dem Hubertusburger Frieden aus. Denn nachdem Großbritannien und Frankreich am 3. November 1762 den Präliminarfrieden von Fontainebleau geschlossen hatten (der am 10. Februar zum Frieden von Paris führte), zogen die französischen Truppen aus dem Reich ab. Kurz darauf, am 24. November, schloss die Kurpfalz mit Preußen einen Waffenstillstand. Württemberg unterzeichnete am 4. Dezember mit Preußen gar ein Neutralitätsabkommen – was einen klaren Rechtsbruch darstellte: Die gegen Preußen von einem Reichstag gemeinsam beschlossene Reichsexekution konnte nur mittels eines Reichstagsbeschlusses wieder aufgehoben werden. Trotzdem erklärte sich am 6. Januar 1763 auch Bayern neutral. Dem Beispiel folgten rasch weitere Reichsstände. Auch auf Anregung der Wittelsbacher Kurfürsten von der Pfalz und von Bayern beriet der Reichstag seit dem 17. Januar über eine Neutralitätserklärung des Reichs. Der Kaiserhof beugte sich der Macht des Faktischen und erklärte – zur eigenen Gesichtswahrung – am 20. Januar, dass es die 1757 aufgestellten Reichskontingente nicht mehr benötige. Am 11. Februar 1763 erklärte sich das Reich als neutral. Am 15. Februar 1763 beendete der zwischen Preußen und Österreich geschlossene Frieden von Hubertusburg den Siebenjährigen Krieg.

### Kulturpolitik und Mäzenatentum
Im Geiste der Aufklärung vollzog er zahlreiche Reformen und betätigte sich als Mäzen. Im Jahre 1753 stattete ihm Voltaire einen wohl recht spontanen Besuch ab; er war gerade aus Preußen weggegangen und hatte einen die damalige Öffentlichkeit empörenden, mehr als einen Monat dauernden Arrest in der Freien Reichsstadt Frankfurt durchlitten. Der Kurfürst entschädigte ihn durch die verschwenderisch gestaltete und in Voltaires Korrespondenz gelobte Aufführung von vier Theaterstücken. Dabei verausgabte er sich jedoch finanziell derart, dass er Voltaire in der Folge um 100.000 Francs bat.
Im Jahre 1763 gründete er die Mannheimer Akademie der Wissenschaften mit den zwei Klassen Geschichte und Naturwissenschaften und in Düsseldorf das Collegium Anatomico-Chirurgicum. Im Jahr 1780 gründete er die Societas Meteorologica Palatina als dritte Klasse der Akademie; das war die erste international tätige meteorologische Gesellschaft. Unter seiner Regierung konnte sich die kurpfälzische Residenzstadt Mannheim zu einem kulturellen Zentrum mit europäischer Bedeutung entwickeln. Mannheim und die nahe Sommerresidenz Schwetzingen zogen zahlreiche Künstler, Musiker, Dichter und Philosophen (u. a. Mozart und Voltaire) an. So konnte Karl Theodor Einfluss auf die politische und kulturgeschichtliche Entwicklung in Deutschland nehmen. Er ließ am Schloss Mannheim die Hofbibliothek Mannheim mit dem Kupferstich- und Zeichnungskabinett erbauen aus deren Beständen später die Staatliche Graphische Sammlung München entstand. Außerdem gründete er 1769 die Mannheimer Zeichnungsakademie mit ihrem berühmten Antikensaal.
1767 gab er den Lotteriedukaten heraus, eine goldene Gedenkmünze in Dukatengröße von etwa 3,49 Gramm.

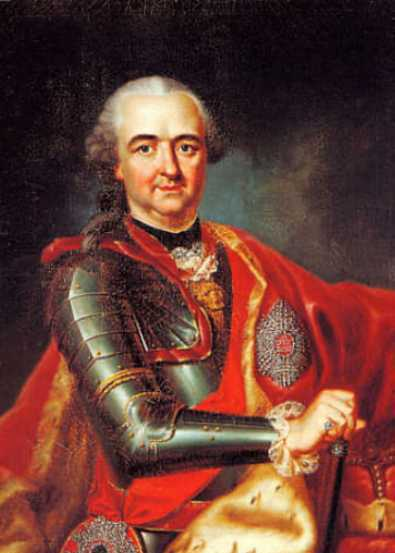
Kurfürst Karl Theodor von der Pfalz (1767)

Der Name Karl Theodor steht für die wirtschaftliche und kulturelle Blütezeit Mannheims im 18. Jahrhundert und für den Aufstieg der Stadt zu einem der Kristallisationspunkte des europäischen Barock. In seiner Regierungszeit wurden der Bau der kurfürstlichen Residenz mit Schloss und Schlosskirche – eine der größten barocken Schlossanlagen in ganz Europa – sowie der Sommersitz in Schloss Schwetzingen vollendet. Das Leben in Mannheim entfaltete einen bislang nicht gekannten höfischen Glanz.
Karl Theodor war ein aufgeklärter Landesherr, gerühmt für seine intellektuelle Neugierde und Toleranz, seine Bildung und seinen Kunstgeschmack. Wissenschaft und Kunst förderte er weit über das übliche Maß hinaus. So ließ er Johann Stamitz als „Instrumental-Musicdirektor“ die Hofkapelle reformieren und vergrößern. In konsequenter Strenge erzogen, wurde sie zu einem Elite-Ensemble, das herausragende Instrumentalisten aus ganz Europa vereinigte. Hinzu kamen exzellente Sängerinnen und Sänger. Wolfgang Amadeus Mozart gab 1777 etliche Konzerte am Hof und war Musiklehrer der fürstlichen Kinder.
Doch Karl Theodor genügte es nicht, sich im Glanz prachtvoller Opernaufführungen zu sonnen. Er ermöglichte auch die Weiterentwicklung eines bis dahin unbekannten besonderen Instrumentalstils, mit dem seine Hofkapelle zum Wegbereiter der europäischen Klassik wurde: Als Mannheimer Schule ging dieser Stil in die Musikgeschichte ein. Außerdem beteiligte sich der Kurfürst engagiert an einer Diskussion über die Erneuerung der Oper seiner Zeit: weg von der italienischen Opera seria hin zur deutschsprachigen Oper.
Diese „goldene Ära“ Mannheims endete abrupt im Jahre 1777, als die bayerische Linie der Wittelsbacher ausstarb. Karl Theodor erbte Bayern und musste seine Residenz nach München verlegen. Viele wichtige Solisten der Hofkapelle folgten ihm, ebenso das höfische Publikum. Das Ende der kulturellen Blütezeit in Mannheim schien besiegelt und damit auch das weit vorangetriebene Bemühen um die Gründung eines dortigen Nationaltheaters gefährdet. Die Idee einer solchen Institution zur Förderung und Weiterentwicklung des deutschen Dramas, der deutschen Sprache und Literatur war damals in Theaterkreisen allgegenwärtig – spätestens seit einem ersten von Gotthold Ephraim Lessing mitgetragenen, jedoch 1769 gescheiterten Versuch in Hamburg.
Doch Karl Theodor bestimmte, dass das Schauspiel als wichtiger Wirtschaftsfaktor in Mannheim verbleiben sollte, bewilligte die notwendigen Mittel zum Engagement eines festen Ensembles im gerade neu gebauten Schauspielhaus im Quadrat B 3 und ernannte Freiherr Wolfgang Heribert von Dalberg zum ersten Intendanten. Günstiger hätte die Gelegenheit kaum sein können: Gerade erst hatte der Herzog von Gotha sein Hoftheater geschlossen. Dalberg verpflichtete dessen Spitzenkräfte, darunter August Wilhelm Iffland, nach Mannheim. Am 7. Oktober 1779 nahm das neu gegründete Ensemble den Spielbetrieb auf und entwickelte sich binnen weniger Jahre zu einer der angesehensten Bühnen Deutschlands. Ein erster Meilenstein war die legendäre Uraufführung der Räuber am 13. Januar 1782. Dalberg hatte Mut bewiesen und das ungestüme Drama eines damals unbekannten jungen Autors – Friedrich Schiller – auf seiner Bühne vorgestellt. Mit Erfolg: Das Mannheimer Nationaltheater war plötzlich in aller Munde; bis heute ist ihm der Beiname Schillerbühne geblieben.

## Herzog von Jülich und Berg

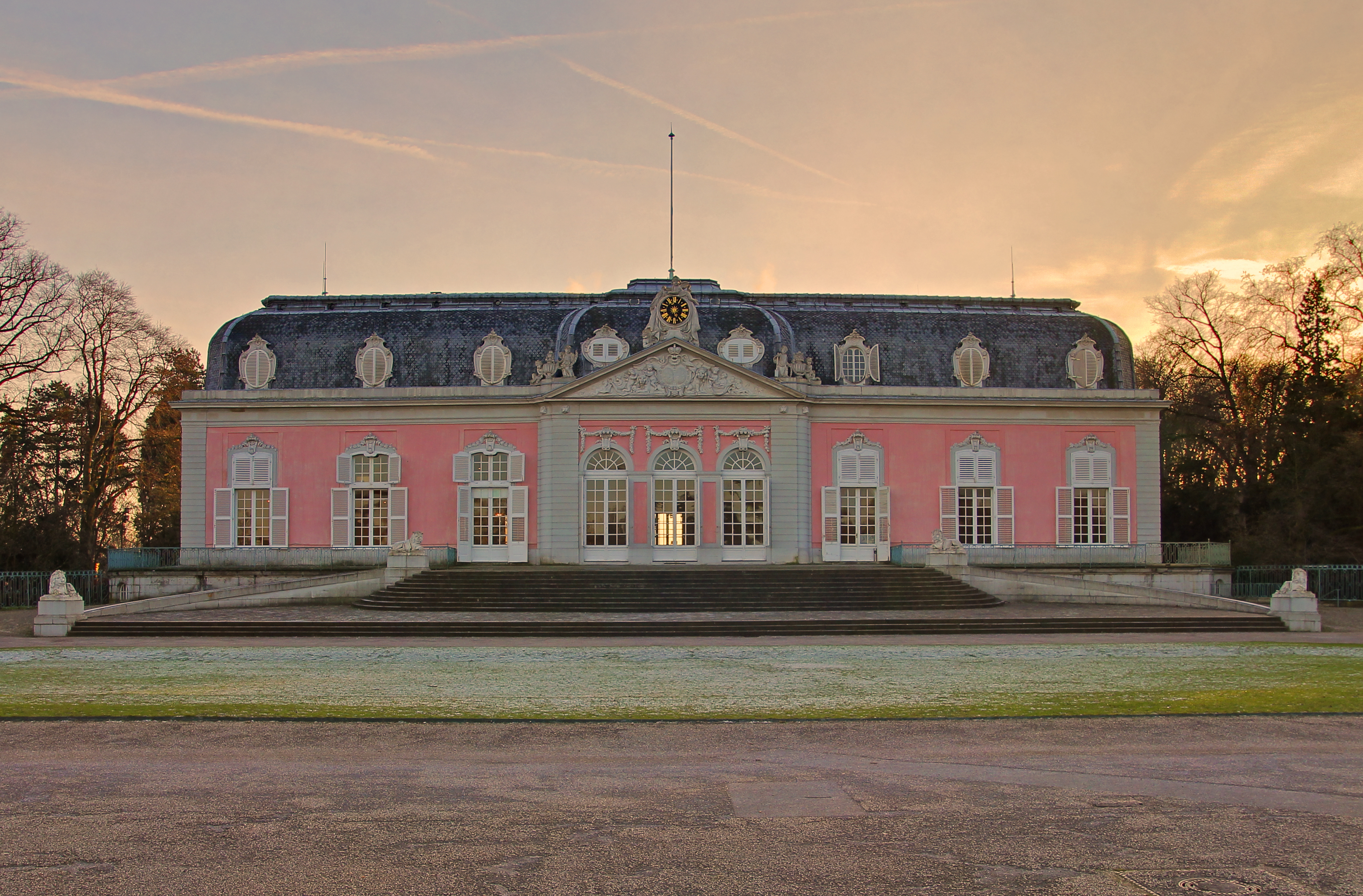
Schloss Benrath

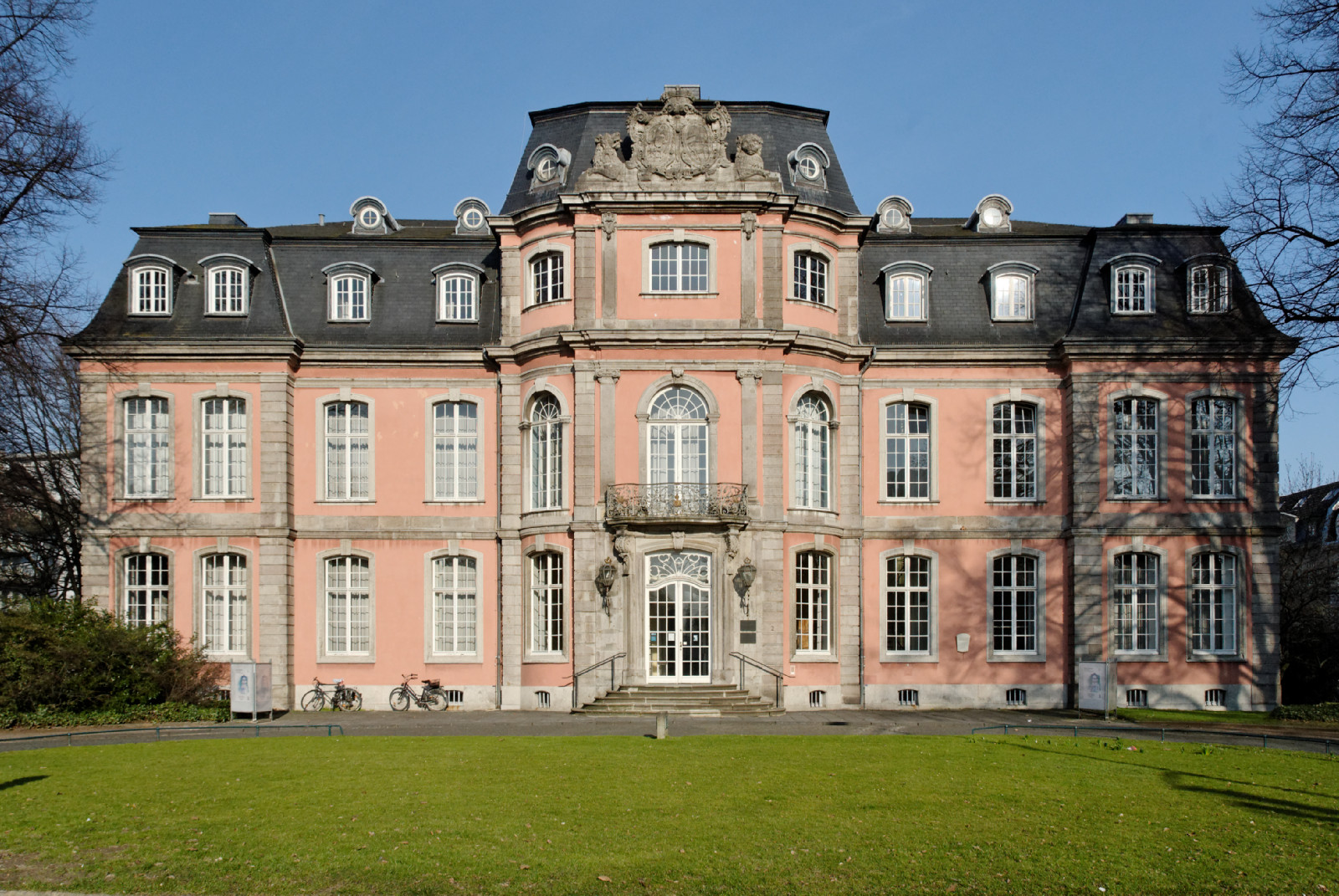
Schloss Jägerhof

Erst 1741, als das Haus Pfalz-Neuburg vor dem Aussterben im Mannesstamm stand und die Erbfolge somit wieder akut wurde, erfolgte vertraglich zwischen Brandenburg-Preußen und der Kurpfalz unter Einschluss von Kursachsen eine endgültige Beilegung des langjährigen Erbfolgestreits um die beiden Herzogtümer. Da jedoch auch Karl Theodor letztlich ohne legitimen Nachwuchs blieb, schwelte das Problem nach einiger Zeit weiter.
In Düsseldorf, der Hauptstadt der Herzogtümer Jülich und Berg, geht die klassizistische Stadterweiterung auf Karl Theodor zurück. Dieser Stadtteil trägt seither den Namen Carlstadt. Baugeschichtlich besonders bedeutend ist das Schloss Benrath, das der Kurfürst zwischen 1755 und 1773 als Jagd- und Sommerresidenz errichten ließ. Auf Karl Theodor als Bauherrn gehen ebenfalls der spätbarocke Umbau des Düsseldorfer Schlosses, das Schloss Jägerhof sowie die Erweiterung und Öffnung des Düsseldorfer Hofgartens als Volksgarten zurück. In vielen Städten seiner früheren Territorien gibt es nach Karl Theodor benannte Straßen und Plätze. Kulturpolitisch folgenreich war seine Gründung der „Kurfürstlich-Pfälzischen Academie der Maler, Bildhauer- und Baukunst“ im Jahre 1773, aus der die heutige Kunstakademie Düsseldorf hervorging. Mit der Gemäldegalerie Düsseldorf, deren Kollektion später einen Grundstock der Alten Pinakothek in München bildete, besaß Karl Theodor eine der bedeutendsten Kunstsammlungen des Barock.
Auch in seinen westlich von Jülich gelegenen Landesteilen in Flandern (so Bergen op Zoom, Breskens, Gestel, Wijnendale, Torhout) war Karl Theodor aktiv: In der Mitte des 18. Jahrhunderts baute Karl Theodor Straßen in Westflandern, um den Handel zu beleben, mit Schloss Wijnendale als Zentrum.

## Kurfürst von Bayern

### Bayerische Erbfolge

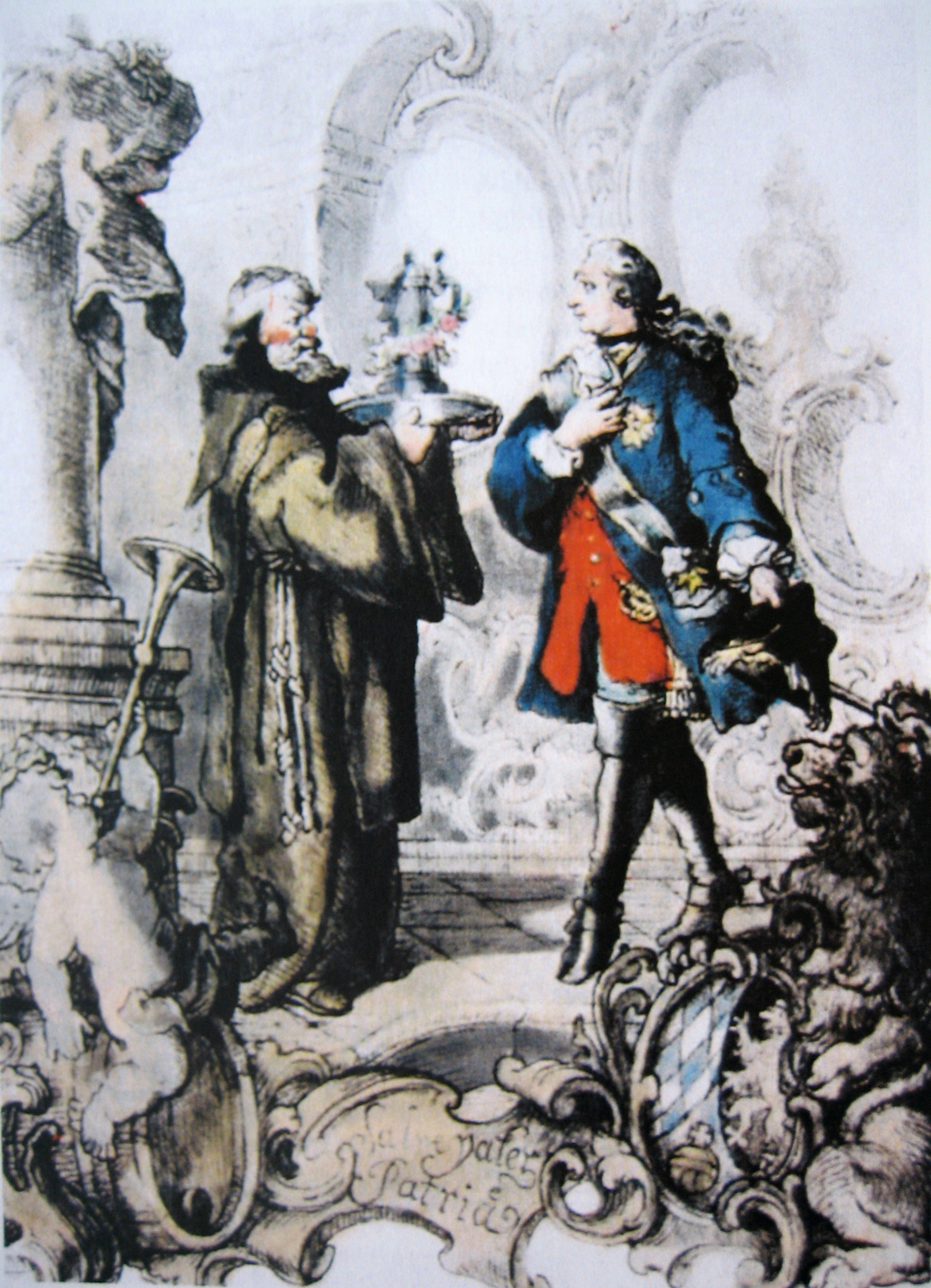
„Kredenz-Szene“: Künstlerisch überhöhte Darstellung einer historischen Bierprobe auf dem Nockherberg in München (um 1786). Paulaner-Braumeister Frater Barnabas reicht Kurfürst Karl Theodor einen Krug mit Salvator-Starkbier. Die Inschrift unten im Bild lautet: „Salve pater patriae“ (lat. „Sei gegrüßt, Vater des Vaterlands“; Illustration von Eduard Ille, nach 1890). Karl Theodor mochte das Bier nicht und verlangte nach Wein – so etwas hatte es bis dato noch nicht gegeben.

Durch den Hausvertrag von Pavia hatten sich die Wittelsbacher 1329 in eine ältere pfälzische und eine jüngere bayerische Linie aufgespalten. Der Kurfürst von Bayern war kinderlos und seit 1770 ohne legitime männliche Verwandte aus seiner bayerischen Linie. Bereits am 22. September 1766 unterzeichneten Karl Theodor und Kurfürst Max III. Joseph von Bayern eine Erbverbrüderungs-Erneuerung, in der erstmals Bayern und Pfalz als unteilbarer Gesamtbesitz behandelt wurden. Im Jahre 1771 wurde dann vereinbart, dass Bayern und die Pfalz als Ganzes dem jeweiligen Haupt einer der überlebenden Linien der Wittelsbacher zufallen sollten.

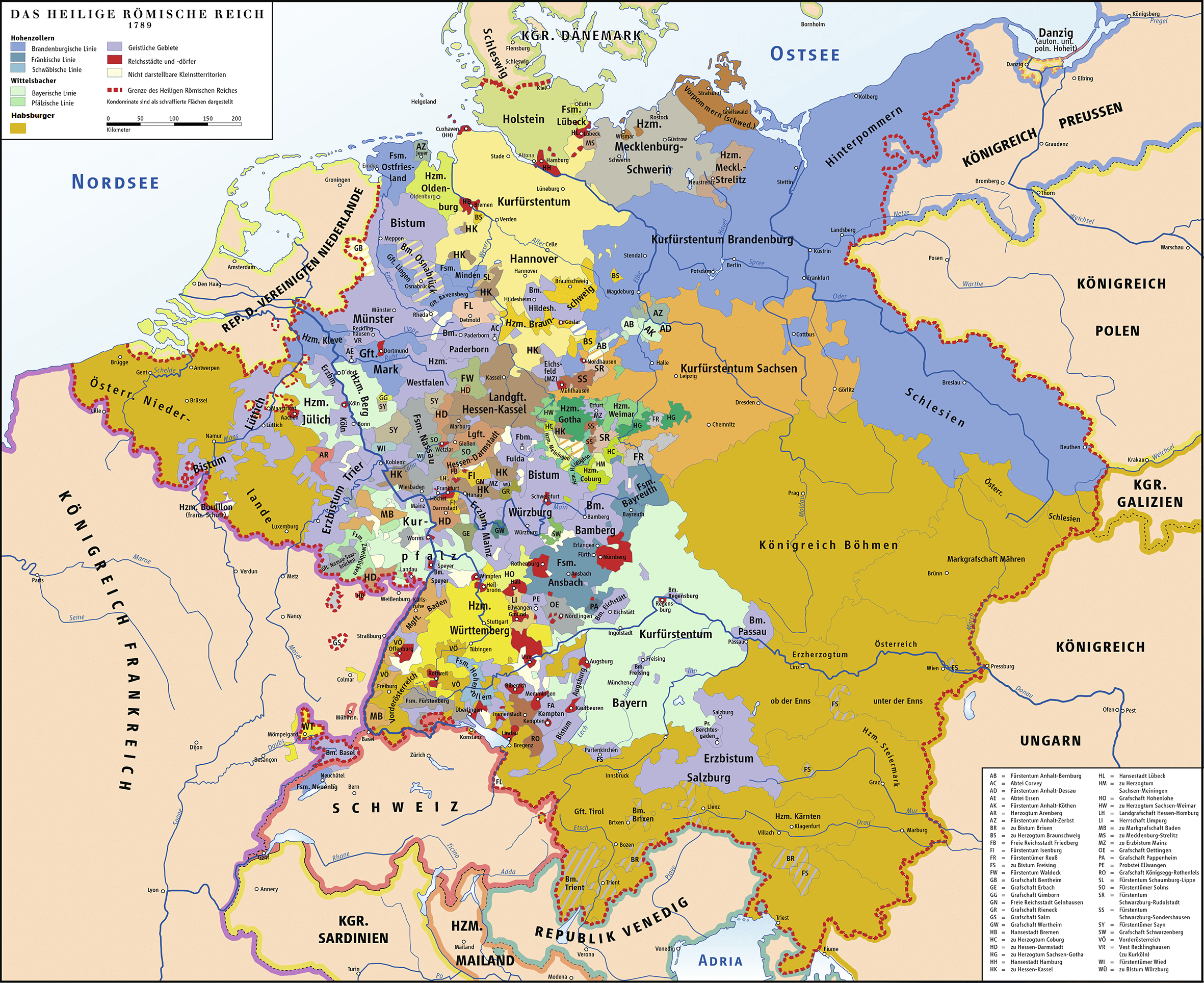
Das Heilige Römische Reich am Vorabend der Französischen Revolution 1789 (in violett geistliche Territorien, in rot die Reichsstädte). Unter Wittelsbacher Bayerische Linie finden sich die von Karl Theodor regierten Gebiete in Bayern und am Rhein. Daneben bestand das Territorium der Pfälzer Linie in Pfalz-Zweibrücken unter Karl August

Als am 30. Dezember 1777 der bayerische Kurfürst starb, trat Karl Theodor seine Nachfolge an und wurde damit „Herr der sieben Länder“ (Sulzbach, Bergen op Zoom, Pfalz-Neuburg, Jülich, Berg, Kurpfalz und Bayern). Die Todesnachricht erreichte Karl Theodor während des Jahresabschlussgottesdienstes in Mannheim und er brach daraufhin sofort nach München auf. 1778 verlegte er, wie in der Hausunion vorgesehen, seine Residenz von Mannheim nach München. Auch seine landfremden pfälzischen Räte brachte er mit. Der neue Doppelstaat wurde gemeinhin Pfalz-Baiern genannt und war damals der drittgrößte Länderkomplex des Reiches. Nach den Bestimmungen des Westfälischen Friedens erlosch nun die (achte) pfälzische Kurwürde und die bayerische blieb bestehen.
Da Kaiser Joseph II. Niederbayern und die Oberpfalz für Österreich wegen geltend gemachter alter Ansprüche auf das Straubinger Ländchen forderte, war Karl Theodor bereit, im Tausch gegen Vorderösterreich auf diese Landesteile zu verzichten. Nachdem dieser Tausch in der Wiener Konvention vom 3. Januar 1778 von beiden besiegelt worden war, rückten österreichische Truppen in die Oberpfalz und in Niederbayern ein.
Diese Vereinbarung führte jedoch zum entschiedenen Widerstand sowohl der Witwe seines bayerischen Vorgängers, Maria Anna, zahlreicher Wittelsbacher wie Herzog Karl II. August von Pfalz-Zweibrücken, Maria Anna von Pfalz-Sulzbach und Maria Antonia von Bayern als auch der Regierung unter Matthäus von Vieregg sowie schließlich im Juli 1778 zum Eingreifen Friedrichs II. von Preußen. Im Bayerischen Erbfolgekrieg verlor Karl Theodor 1779 im Frieden von Teschen das Innviertel an Österreich und erhielt dafür die Anerkennung der Rechtmäßigkeit seiner Erbfolge. Friedrich II. von Preußen genoss in der Folge in Altbayern großes Ansehen, während die Reputation des neuen Kurfürsten großen Schaden genommen hatte. Selbstlos hat Friedrich jedoch nicht gehandelt, abgesehen vom verhinderten Machtzuwachs Wiens wurden im Gegenzug für das Innviertel die Ansprüche Preußens auf die beiden hohenzollernschen Markgraftümer Brandenburg-Ansbach und Brandenburg-Bayreuth anerkannt.
Danach versuchte Karl Theodor ganz Bayern gegen die nahe seiner rheinischen Erblande gelegenen Österreichischen Niederlande zu tauschen, was ihn bei der bayerischen Bevölkerung noch unbeliebter machte. In Verhandlungen mit dem Kaiser hoffte er auf ein eigenes mittel- und niederrheinisches Königreich Burgund, und Wien hatte ihm bereits auch den Titel „König von Burgund“ zugesichert. Doch scheiterten auch diese Pläne am Widerstand Karl Augusts und Friedrichs II., der 1785 den Fürstenbund initiierte, um dieses Tauschgeschäft zu verhindern. Karl August und nach seinem Tode 1795 auch dessen Bruder Max Joseph, die der Kurfürst ohnehin mit Missgunst und Neid ansah, hatten es sich danach allerdings endgültig mit Karl Theodor verdorben. Sie waren aber, da sie ebenso wie Karl Theodor von Wolfgang von Pfalz-Zweibrücken abstammten, seine nächsten Erben. Karl Theodor war auch gegen die nicht hochadeligen Mitglieder der Bayerischen Patriotenpartei, wie beispielsweise Johann Georg von Lori, vorgegangen, die sich seit 1778 gegen alle seine Tauschpläne gestellt hatten. Allerdings hatten zwischenzeitliche Unruhen in den österreichischen Niederlanden Karl Theodor den Tausch zuletzt weniger ratsam erscheinen lassen.

### Regierung in Kurpfalz-Bayern
Anders als in der Pfalz war Karl Theodor daher in Bayern unbeliebt. Er umgab sich nur mit Pfälzern und interessierte sich lange Zeit wenig für bayerische Angelegenheiten. Erst nach dem Scheitern der Tauschpläne wurde seine Regierung in Bayern bedeutsam. Die Vergrößerung des Territoriums brachte auch eine Erhöhung der Schuldenlast mit sich, die nun bei rund 25 Millionen Gulden lag. Wie sein Vorgänger bemühte sich auch der neue Kurfürst, gemeinsam mit den Landständen, um deren Abtragung, was die finanzielle Lage des Landes langsam verbesserte. Eine völlige Sanierung des Haushalts scheiterte jedoch letztlich an der Verschwendungssucht Karl Theodors und an der Verwicklung in die französischen Revolutionskriege in späteren Jahren. 1784 verbot Karl Theodor alle Vereinigungen, die ohne ausdrückliche landesherrliche Erlaubnis gegründet worden waren. 1785 wurde dieses Verbot durch ein Edikt erneuert, in dem namentlich die Illuminaten und die Freimaurer als „landesverräterisch“ und „religionsfeindlich“ genannt wurden.

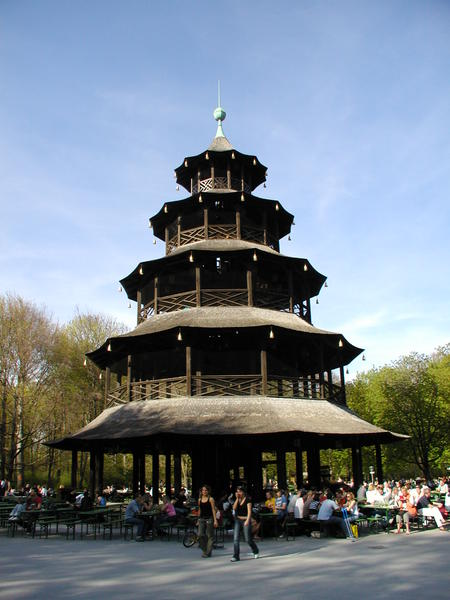
Chinesischer Turm im Englischen Garten

Graf Rumford wurde zum Adjutanten und Kammerherrn ernannt und reformierte das Militär- und das Staatswesen, welches bis dahin von Ämterkauf und Ämtervererbung geprägt worden war. Obwohl teilweise milder als die Reformen Max III. Josephs, machten die Neuerungen, die auf die Reorganisation der Zentral- und Außenbehörden, Zentralisierung, Modernisierung und Fruktifizierung eines relativ rückständigen und verschuldeten Landes abzielten, Karl Theodor zusätzlich unbeliebt, zumal auch vor der Abschaffung kirchlicher Feiertage, Wallfahrten, Prozessionen und volkstümlich-religiöser Bräuche nicht Halt gemacht wurde. Am 26. April 1782 empfing Karl Theodor Papst Pius VI. in München. 1785 richtete der Papst in München eine Nuntiatur ein, wogegen die Erzbischöfe von Köln, Trier, Mainz und Salzburg protestierten.
Karl Theodors weitere Maßnahmen hatten ihre Schwerpunkte in den Bereichen Kunst, Wissenschaft, Wohlfahrt und Bildung. In London nahm er 1788 die Warwick Street Church unter seinen persönlichen Schutz, um den dortigen katholischen Bischöfen und Gläubigen eine Ausübungsmöglichkeit für ihre Religion zu sichern. Bis zu seinem Lebensende ließ er überdies jährlich 1500 Pfund für die Kirche anweisen und stiftete 1794 einen wertvollen Altaraufsatz mit vergoldetem Tabernakel. Für die Pfarrkirche St. Sebastian in Mannheim stiftete er 1778 einen Reliquienaltar des Hl. Theodor zur Verehrung seines Namenspatrons. Auf seine Initiative hin wurde in München unter anderem auch der Englische Garten angelegt. An seinen Namen erinnern heute noch das Karlstor und der Karlsplatz (Stachus). Ansonsten entstanden für den Hof auch auf Grund der weiterhin angespannten Haushaltslage nur nüchterne Zweckbauten, die meist Hofbaumeister Karl Albert von Lespilliez ausführte.
Der Kurfürst war zeitlebens sehr empfindlich, was seine fürstliche Reputation anging. 1788 verlegte Karl Theodor im Streit mit dem Münchner Rat um eine von der Bevölkerung geforderte Getreidesperre die Residenz nach Mannheim. Obwohl der Kurfürst bereits im darauffolgenden Jahr nach München zurückkehrte, kam es am 21. Mai 1791 zu einem neuen Eklat: Die Mitglieder des Rates der Stadt, der eine revolutionäre Broschüre herausgegeben hatte, wurden gezwungen in der Maxburg auf Knien vor einem Bildnis Karl Theodors Abbitte zu leisten.
Nach dem Tode der Kaiser Joseph II. 1790 und Leopold II. 1792 fungierte Karl Theodor jeweils wieder als Reichsvikar. In beiden Fällen ließ er erneut während seines Vikariats Vikariatsmünzen in Gold und Silber prägen und nutzte die Stellung auch für die Ausstellung von Adelsbriefen, beispielsweise für Graf Rumford.
Nach der Französischen Revolution von 1789 und dem Verlust des linksrheinischen Teils seiner Stamm-Lande in den folgenden Jahren verschärfte er den Kampf gegen die Illuminaten. Die letzten Jahre seiner Regierungszeit waren von Stagnation, Überwachung und obrigkeitsstaatlichem Druck bestimmt. Am kurfürstlichen Hof breiteten sich Opportunismus und Korruption immer weiter aus.
Karl Theodors erste Gemahlin Elisabeth Auguste starb am 17. August 1794. Bereits am 15. Februar 1795 ging Karl Theodor in der Hoffnung auf einen legitimen Erben eine weitere Ehe mit der Habsburg-Lothringer Erzherzogin Maria Leopoldine von Österreich-Este, einer Enkelin Kaiserin Maria Theresias, ein. Die erst 18-jährige, temperamentvolle Maria Leopoldine lehnte aber jeden körperlichen Kontakt mit ihm ab. So blieb diese Ehe kinderlos und Karl Theodor endgültig ohne legitimen Erben.

### Krieg gegen Frankreich
Während der französischen Revolutionskriege gab Preußen unter Friedrich Wilhelm II. nach 1793 doch noch sein Einverständnis zu den österreichisch-bayerischen Tauschplänen, um Österreichs Zustimmung zur zwischen Russland und Preußen vereinbarten zweiten Teilung Polens zu erlangen. Das Vorhaben war nun jedoch nicht mehr realisierbar: Österreich hatte die südlichen Niederlande nach der Brabanter Revolution und einer ersten französischen Besetzung zwar kurzzeitig zurückerobert, verlor es jedoch schon 1794 endgültig an die französischen Revolutionsheere.
Bis zum Winter 1793/94 konnte Karl Theodor seine Lande aus dem beginnenden Krieg heraushalten.
Das Zusammengehen von Österreich und Preußen im Bund gegen Frankreich stellte jedoch nun sowohl für Kurbayern als auch für Jülich und Berg wegen der alten Erbansprüche der beiden deutschen Großmächte eine Gefahr dar. 1794 wurde im Zuge des Ersten Koalitionskrieges, in dem Kurpfalzbayern dann unter Generalleutnant Ysenburg auf der Seite der Koalition kämpfte, das Herzogtum Jülich von französischen Truppen besetzt, wenig später dann faktisch der linksrheinische Teil der Kurpfalz infolge der französischen Besetzung vom rechtsrheinischen Teil abgetrennt. 1796 waren französische Revolutionsheere bis in die Oberpfalz und an die Isar vorgestoßen. Karl Theodor hatte mit Wien ein Bündnis geschlossen, das die Verteidigung Bayerns durch die österreichische Armee zum Inhalt hatte. Im Sommer 1796 wurde dann auch München von französischen Truppen bombardiert, Karl Theodor und sein Hofstaat hatten sich im August derweil in Lockwitz in Sachsen in Sicherheit gebracht. In München wurde ein Regentschaftsrat unter den Freiherrn Hertling und Weichs sowie Graf Törring eingerichtet. Die Politik des Kurfürsten lavierte zwischen Österreich und dem revolutionären Frankreich. Der Austritt Bayerns aus der Koalition mit dem Waffenstillstand von Pfaffenhofen am 7. September 1796 schwächte zunächst die österreichische Stellung. Das wechselnde Kriegsglück, Erfolge der Österreicher und der rasche Rückzug der französischen Truppen über den Rhein erlaubten es Karl Theodor schließlich, dem harten Waffenstillstandsvertrag von Pfaffenhofen nachträglich die Anerkennung zu versagen.
Österreich dominierte jedoch nach dem Frieden von Campo Formio von 1797 Süddeutschland, im Folgejahr begannen die Feindseligkeiten mit dem Zweiten Koalitionskrieg erneut und Kurbayern unterstellte sein Heer im Münchner Vertrag vom November 1798 Österreich und beteiligte sich am Reichskrieg gegen Frankreich. Erst im Frieden von Lunéville erkannte das Reich 1801 formell die linksrheinischen Abtretungen an Frankreich an, allerdings hatte Kaiser Franz II. schon im Frieden von Campo Formio 1797 das Rheinland aufgegeben, die Reichsstände und damit auch Kurpfalz-Bayern standen diesbezüglich auf verlorenem Posten.

## Tod und Nachfolge

Sarg Karl Theodors in der Theatinerkirche

Im 75. Lebensjahr stehend, starb der Kurfürst am 16. Februar 1799 an den Folgen eines vier Tage zuvor beim Kartenspiel erlittenen Schlaganfalls in der Münchner Residenz. In München brach daraufhin öffentlicher Jubel aus. Er wurde später in der Theatinerkirche zu München beigesetzt; sein Herz wurde getrennt bestattet und befindet sich in der Gnadenkapelle von Altötting.
Als Karl Theodor starb, standen knapp 110.000 Mann österreichischer Truppen in Bayern. Die allgemein als wenig brauchbar eingestuften etwa 17.000 Mann bayerischer Truppen waren über das ganze Land verstreut und in die österreichischen Verbände integriert. Dass Österreich in dieser Situation nicht unmittelbar Zugriff auf Bayern zu erreichen versuchte, war der allgemeinen politischen Lage (Preußen und Russland opponierten diplomatisch, andere Staaten hätten sich ebenfalls gegen Österreich gestellt) und wohl auch dem begonnenen Zweiten Koalitionskrieg zuzuschreiben, dessen Ausgang Österreich abwarten wollte. So blieb es bei letzten Versuchen des österreichischen Gesandten in München Graf Joseph Johann von Seilern noch auf dem Sterbebett Unterschriften Karl Theodors unter für Österreich günstige Abmachungen zu erreichen (wahrscheinlich Abtretungsvereinbarungen oder vergleichbare Testamentsklauseln), die die höchst eigenwillige zweite Frau Karl Theodors, die damals 22-jährige Maria Leopoldine von Österreich-Este, obgleich selbst eine Habsburgerin, energisch vereitelte.
Da Karl Theodor trotz seiner zwei Ehen keinen Thronfolger hinterließ, folgte ihm somit ohne Zwischenfall Herzog Maximilian Joseph von Pfalz-Zweibrücken, der jüngere Bruder des mittlerweile verstorbenen Karl II. August von Pfalz-Zweibrücken, als Kurfürst nach.

## Nachkommen

### Eheliche Nachkommen
Kurfürst Karl Theodor heiratete am 17. Januar 1742 in Mannheim Pfalzgräfin Elisabeth Auguste, Tochter des Erbprinzen Joseph Karl Emanuel von Pfalz-Sulzbach und dessen Gattin Prinzessin Elisabeth Auguste Sofie von der Pfalz. Sie hatten zusammen einen Sohn:
- Franz Ludwig Joseph, Erbprinz von Pfalz-Sulzbach (* 28./† 29. Juni 1761 auf Schloss Schwetzingen)

In zweiter Ehe heiratete er am 15. Februar 1795 in Innsbruck Erzherzogin Maria Leopoldine von Österreich-Este (1776–1848), Tochter des Erzherzogs Ferdinand von Österreich-Este und dessen Gattin Prinzessin Maria Beatrix von Modena. Die Ehe blieb kinderlos.

### Uneheliche Nachkommen

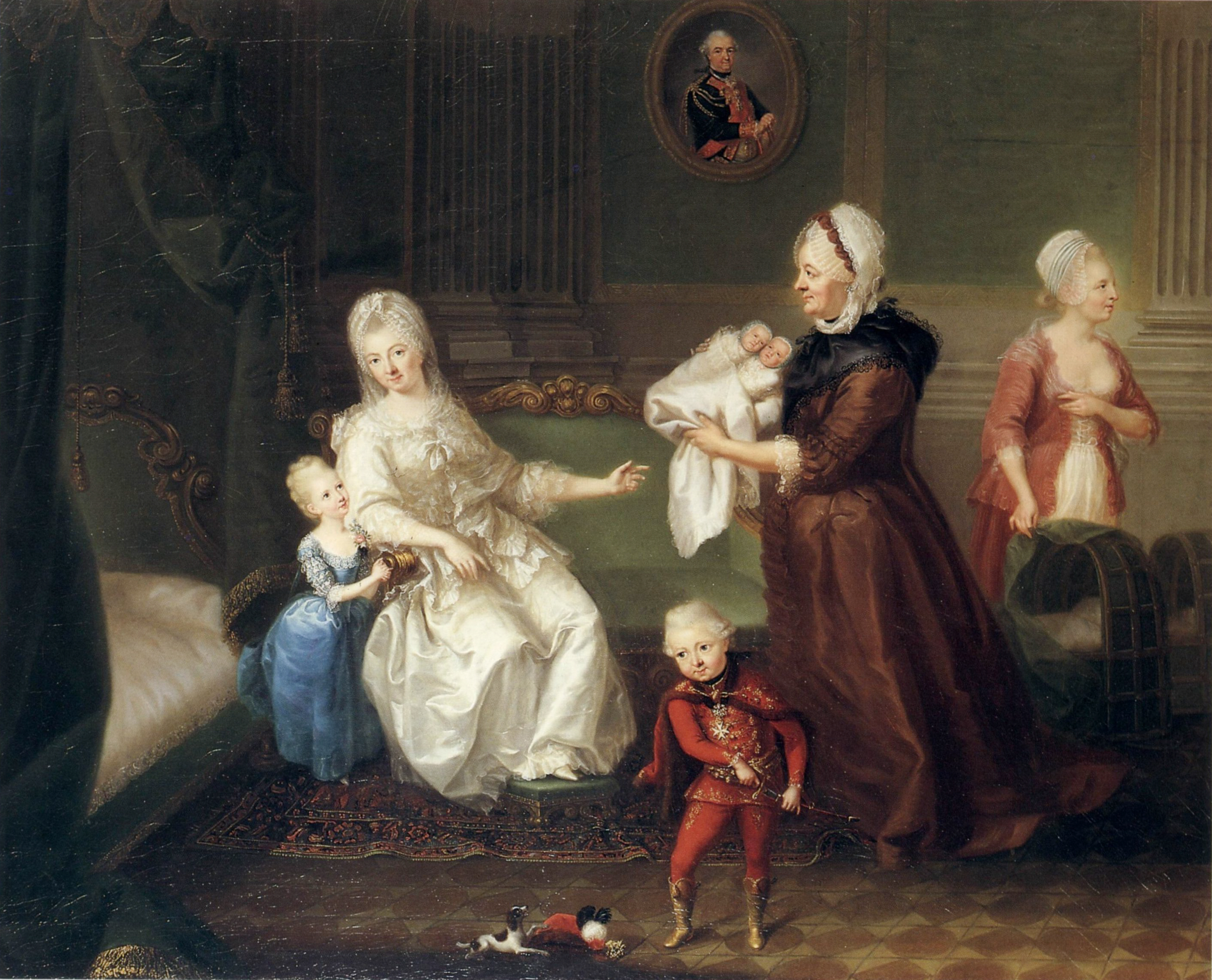
Gräfin Heydeck mit ihren und des Kurfürsten Karl Theodors Kindern

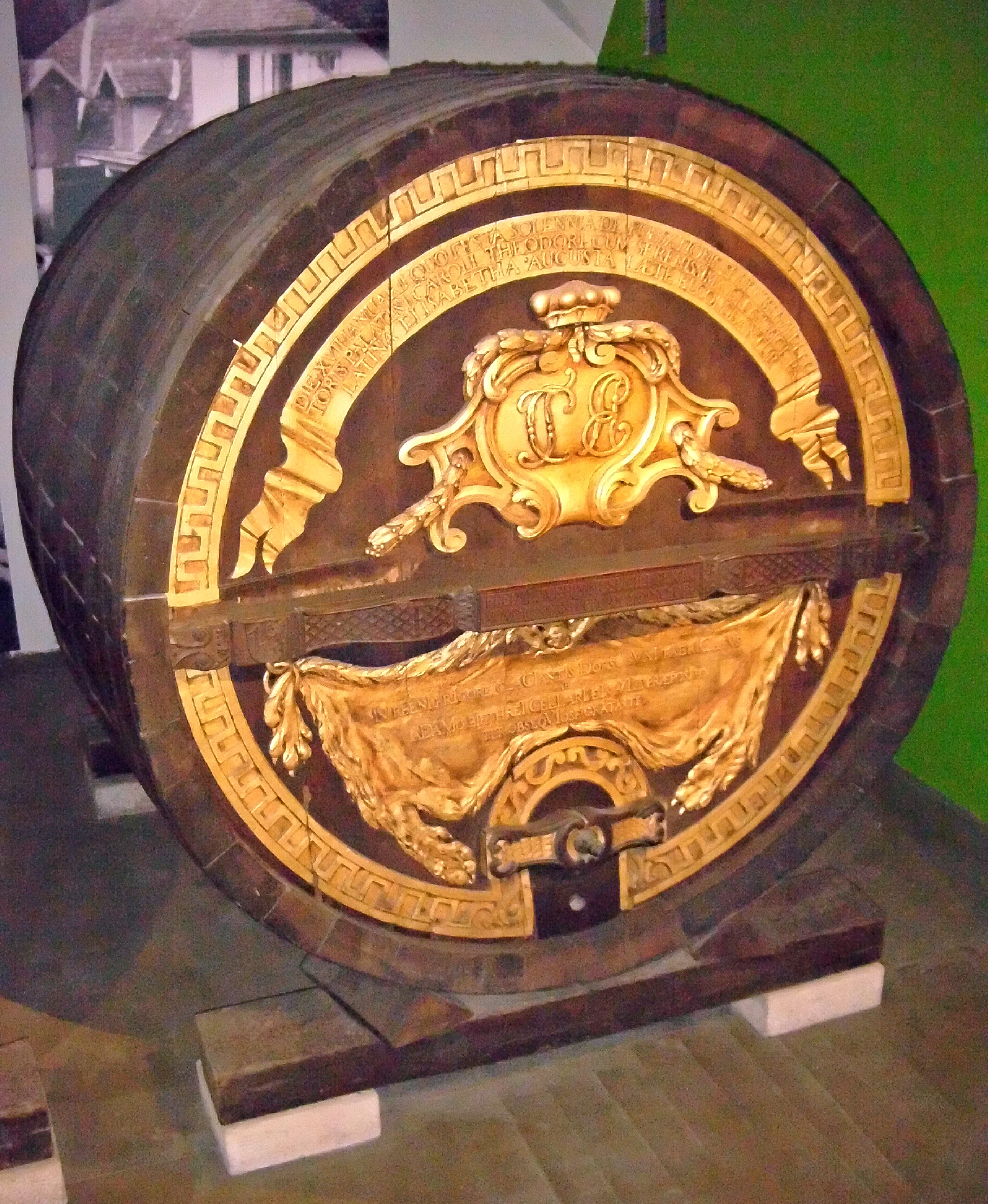
Prunkfass zur Silberhochzeit des Kurfürsten, gefertigt von Hofküfer Adam Bieth, Historisches Museum der Pfalz, Speyer

Aus der Verbindung mit der französischen Schauspielerin Françoise Després-Verneuil († 1765), später Gräfin von Parkstein:
- Caroline Franziska Dorothea von Parkstein (* 1762; † 7. September 1816 in Ickelheim)

⚭ Prinz Friedrich Wilhelm zu Isenburg und Büdingen in Birstein (* 13. Dezember 1730 in Birstein; † 12. Oktober 1804 in Mannheim)
- Sohn (* 1764; † 1765)

Aus der Verbindung mit Maria Josepha Seyffert (* 1748; † 24. Dezember 1771), später Gräfin von Heydeck (siehe auch Bretzenheim (Adelsgeschlecht)):
- Caroline Josepha Philippina von Bretzenheim (* 11. Januar 1768; † 27. Juni 1786) ⚭ 1784 Graf Maximilian Josef von Holnstein (* 1760; † 1838)
- Karl August Friedrich Joseph, Graf von Heydeck und Reichsfürst von Bretzenheim, Großprior des Malteserordens zu Bayern (* 24. Dezember 1768; † 27. Februar 1823) ⚭ 27. April 1788 in Oettingen Maria Walburga von Oettingen-Spielberg (* 29. August 1766; † 8. Mai 1833)
- Eleonore Caroline Josephine von Bretzenheim (* 9. Dezember 1771; † 23. Dezember 1832) ⚭ 21. November 1787 (Scheidung 1801) Graf Wilhelm Carl zu Leiningen-Guntersblum (* 5. Juli 1737; † 26. Januar 1809)
- Friederike Caroline Josephine von Bretzenheim (* 9. Dezember 1771; † 2. März 1816); Zwillingsschwester von Eleonore; Äbtissin in Lindau ⚭ 1796 Graf Maximilian von Westerholt-Gysenberg (* 1772; † 1854)

Aus der Verbindung mit Maria Christine Edle von Hauer (* 1734; † 1796), verheiratete Freifrau von Stengel:
- Stephan Christian Freiherr von Stengel (* 6. Oktober 1750; † 3. Oktober 1822); Staatsrat und Generalkommissar der Landesdirektion Bamberg ⚭ 1784 Marianne von Blesen († 1802)[10]

Aus der Verbindung mit Elisabeth Freiin Schenk von Castell (* ?; † 1798):
- Gräfin Maria Walburga von Warenberg (* 1790; † August 1797); für sie erwarb Karl Theodor Gründe im Donaumoos und ließ vier Höfe errichten. Für die Brautlach genannte Ansiedlung, heute Teil der Gemeinde Karlskron, wurde am 15. Oktober 1795 die Niedergerichtsbarkeit verliehen; am 30. März 1796 wurde sie zur Hofmark erklärt. Ein Vormund führte die Geschäfte; doch bereits im Alter von sieben Jahren starb Maria Walburga.[11][12]

## Orden und Auszeichnungen

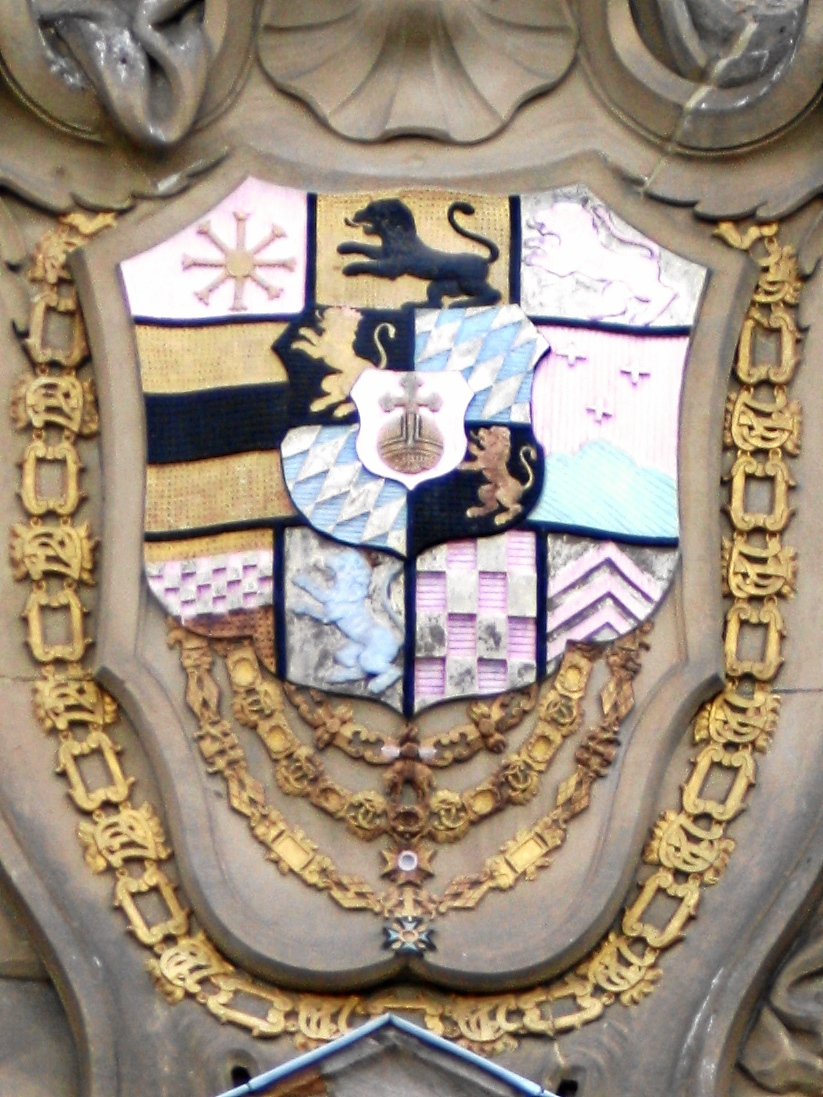
Wappen Karl Theodors am Mannheimer Zeughaus mit den Collanen der vier Orden

Mit Regierungsantritt in der Kurpfalz 1742 wurde er Großmeister des Hubertusordens. 1768 stiftete er den Orden vom Pfälzer Löwen. 1778, als bayerischer Kurfürst, wurde er Großmeister des Hausritterordens vom Heiligen Georg. Im selben Jahr wurde er als Ritter in den Orden vom Goldenen Vlies aufgenommen. Die Wahl zum Großmeister des Ritterordens vom Heiligen Michael lehnte er mit Verweis auf diese vier Orden ab.
1780/82 bildete er zur Versorgung seines außerehelichen Sohns Karl August von Bretzenheim aus den aufgehobenen Jesuitenkollegien das Großpriorat Bayern des Malteserordens. Dafür wurde mit Zustimmung Georgs III. von Großbritannien und des Großmeisters Emmanuel de Rohan-Polduc eine separate englisch-bayerische Ordenszunge errichtet.
1792 stiftete er die Civil-Verdienstmedaille, 1794 die Militär-Verdienstmedaille, 1795 das Ehrenzeichen für Offiziere.

## Würdigungen
Im Zuge der ab 1790 begonnenen Trockenlegung des Donaumooses entstand
ab 1791 im alten Herzogtum Pfalz-Neuburg die erste Kolonistensiedlung im Donaumoos, die nach ihm den Namen Karlskron erhielt. Auch das benachbarte Karlshuld wurde nach Karl Theodor benannt.

Nach Karl Theodor ist die 1743 von ihm errichtete Saline Theodorshalle in Bad Kreuznach benannt. Auch der offizielle Name des Stachus in München, Karlsplatz, weist auf Karl Theodor. In mehreren Orten der ehemaligen Kurpfalz gibt es eine Carl-Theodor-Straße (z. B. Frankenthal, Oggersheim, Schwetzingen, Mosbach). Auch die Karl-Theodor-Straße in München-Schwabing wurde nach ihm benannt.

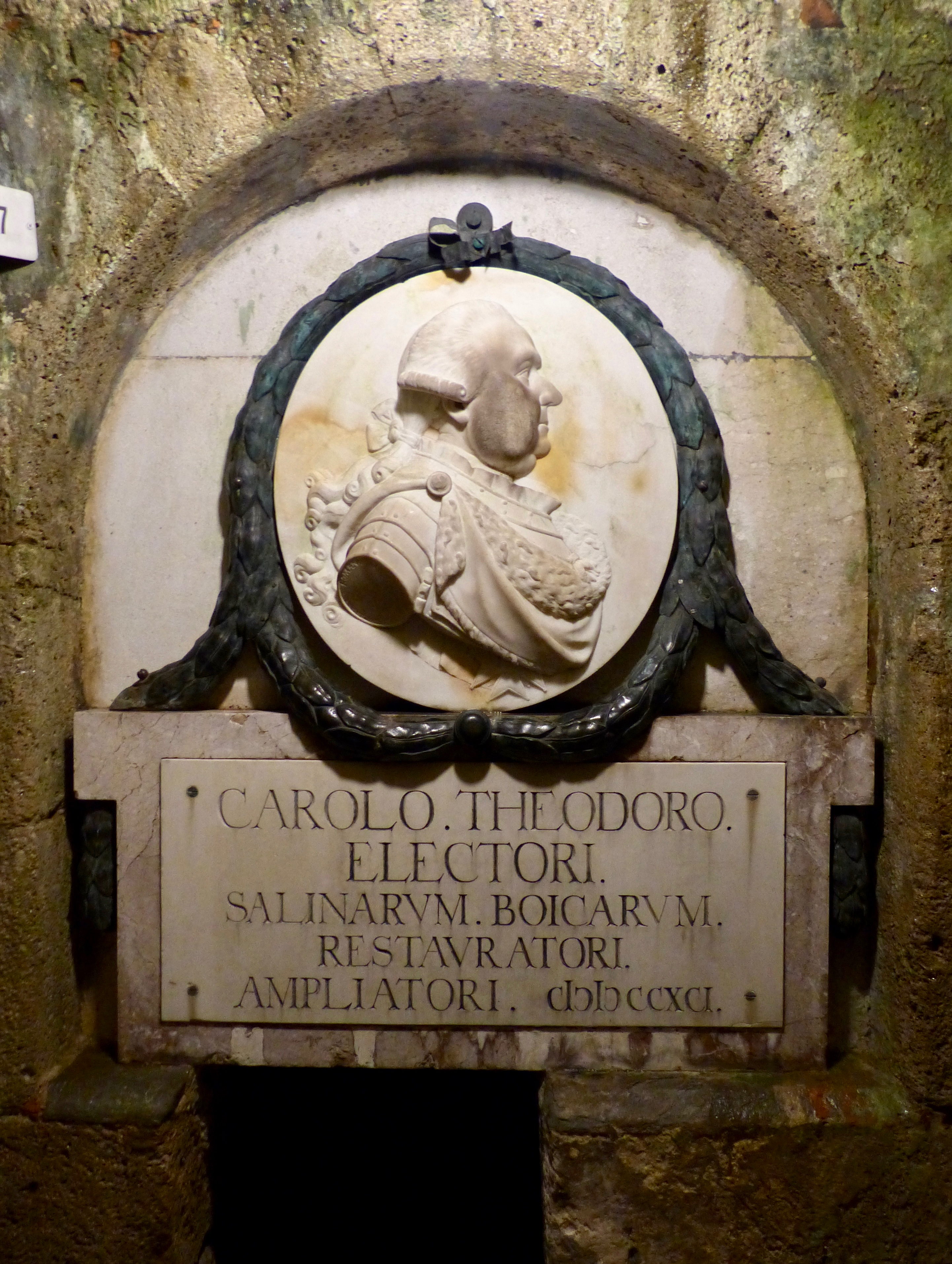
Relief im Untergeschoss der Alten Saline in Bad Reichenhall

 In Bad Reichenhall, wo unter Karl Theodor großzügige Einrichtungen zur Förderung und Versiedung der Sole geschaffen sowie die Triftanlagen umfangreich ausgebaut wurden, sind die stark salzhaltige Solequelle Carl-Theodor-Quelle sowie die Kurfürstenstraße nach ihm benannt.

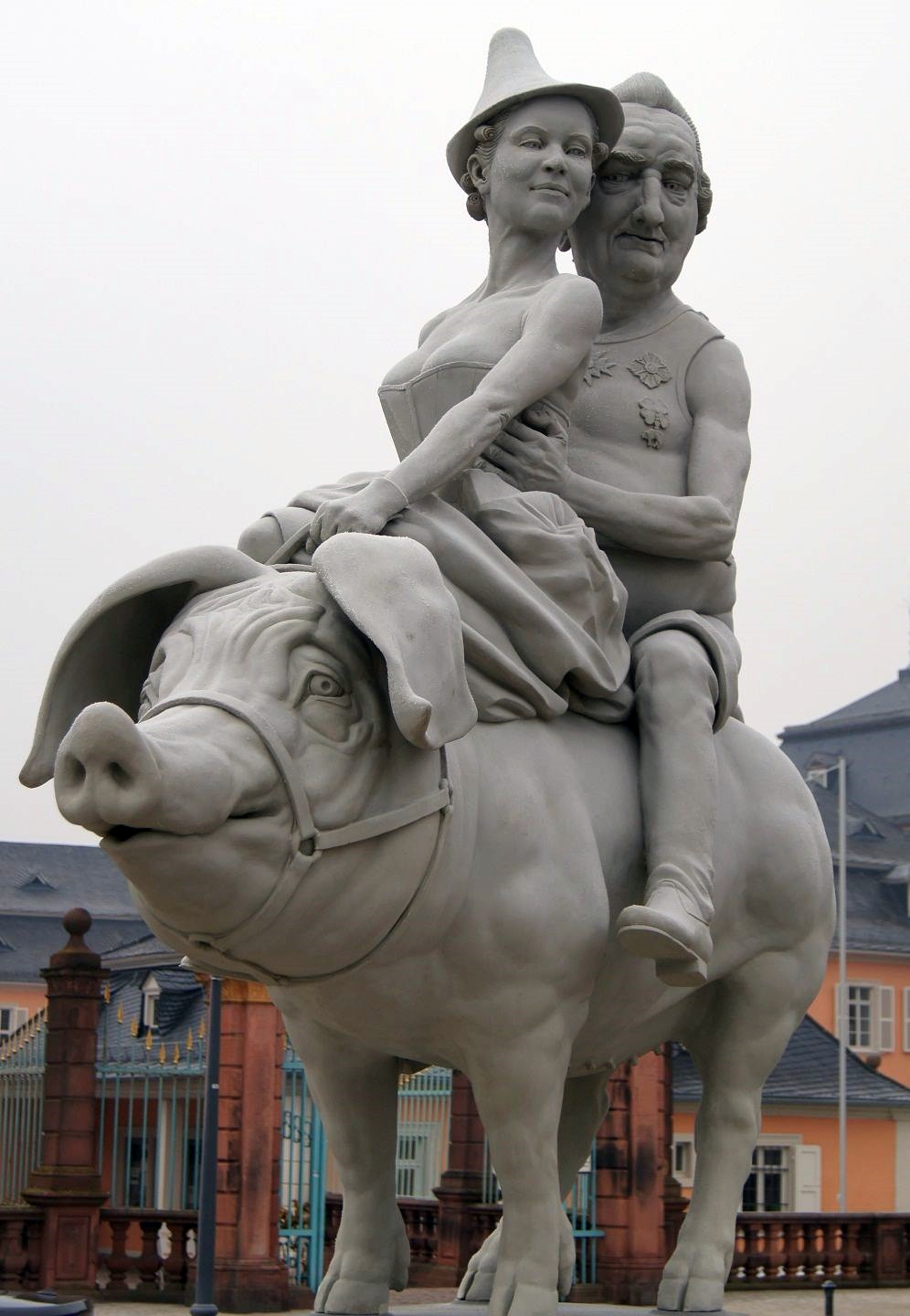
Glücksschwein, Schwetzingen

In Heidelberg tragen das Karlstor am östlichen Ende der Altstadt und die Karl-Theodor-Brücke – besser bekannt als Alte Brücke –, auf der sich auch eine Statue des Kurfürsten befindet, seinen Namen. Beide Bauwerke ließ Karl Theodor errichten. Auch in Neckargemünd wurde ihm zu Ehren ein Stadttor gebaut.
In Schwetzingen steht seit 2016 die Skulptur Glücksschwein von Peter Lenk, die den leichtbekleideten Kurfürsten mit einer Mätresse auf einer Sau reitend zeigt. Lenk bezieht sich auf ein Zitat des Preußenkönigs Friedrichs II., der den Kurfürsten einst als Glücksschwein bezeichnet hatte.
Am 4. Februar 2015 wurde vom Bund der Pfalzfreunde erstmals der Kurfürst-Karl-Theodor-Preis für wissenschaftliche Arbeiten verliehen.
Seit 2016 vergibt die Metropolregion Rhein-Neckar den Carl-Theodor-Preis an Personen, aber auch Organisationen, die sich in besonderer Weise für die Rhein-Neckar-Region engagieren. Der Kurfürst dient als Namensgeber, da er die Rhein-Neckar-Region (ehem. Kurpfalz) zu einem europaweit bedeutenden Ort für wissenschaftliche, kulturelle und technische Innovationen formte, von deren Erbe die Metropolregion Rhein-Neckar bis heute profitiert.
Nach ihm benannt ist auch die Pflanzengattung Theodora Medik. aus der Familie der Hülsenfrüchtler (Fabaceae).

## TV-Dokumentation
- Bernhard Graf: Herr der sieben Länder. Kurfürst Carl Theodor von Baiern und der Pfalz. Bayerischer Rundfunk, 1999.
- Bernhard Graf: Kurfürst Carl Theodor von Pfalz-Bayern. Des Glückes Wunder. Bayerischer Rundfunk, 2024

## Radio-Feature
- Bernhard Setzwein: Der ungeliebte Kurfürst. Der Pfälzer Karl Theodor als bayerischer Regent. Bayerischer Rundfunk, 1999.